# André F. Lichtschlag

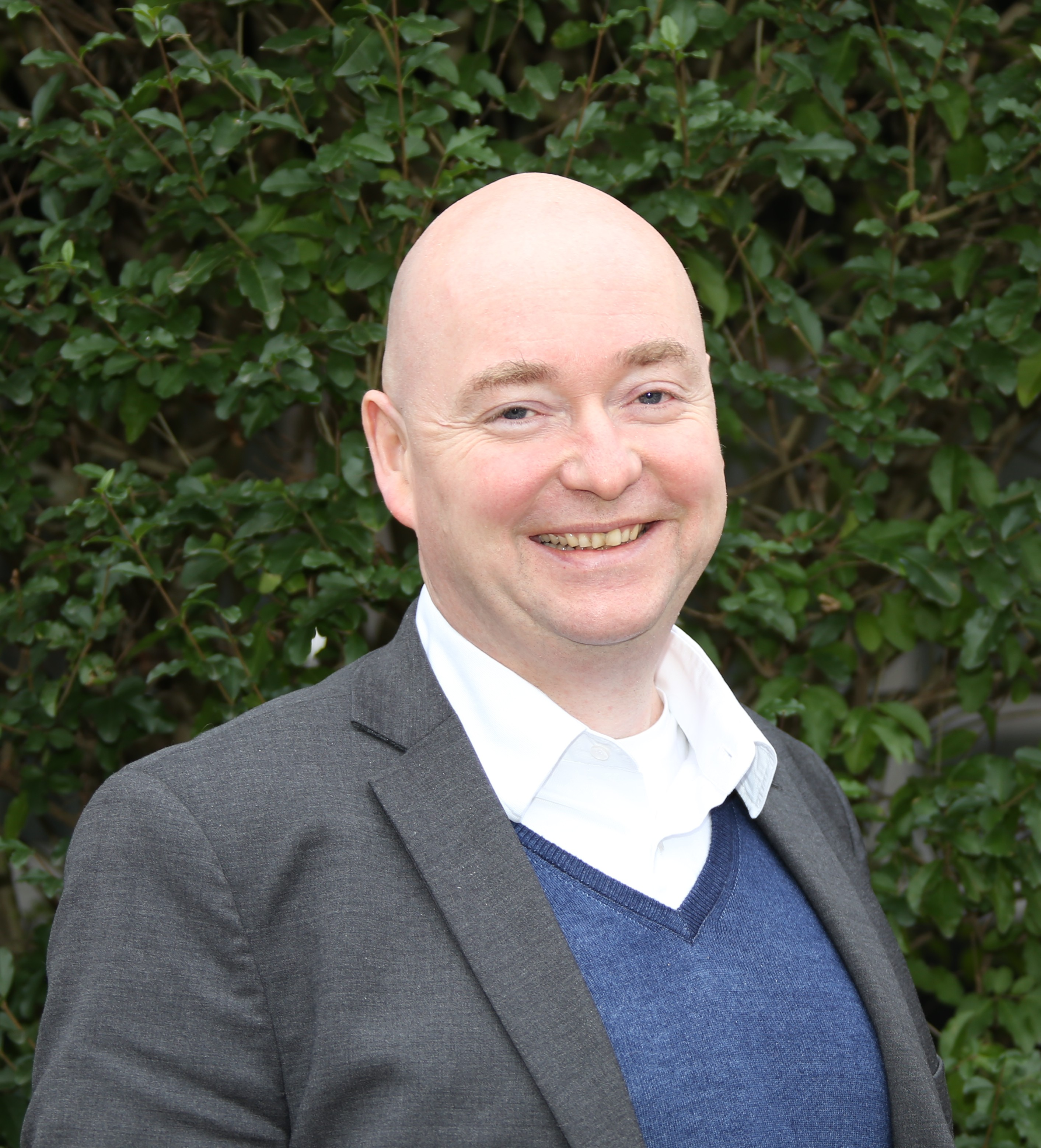
André F. Lichtschlag (2014)

André F. Lichtschlag (* 1968 in Grevenbroich) ist ein deutscher Publizist und Verleger. In seinem Verlag Lichtschlag Medien und Werbung KG erscheint die Monatszeitschrift eigentümlich frei, deren Herausgeber und Chefredakteur er ist. Lichtschlag ist auch einer der Autoren der Jungen Freiheit.

## Leben
Lichtschlag legte 1987 sein Abitur in Grevenbroich ab und absolvierte im Anschluss seinen Zivildienst in Aachen. Er wurde zum Verlagskaufmann in Düsseldorf ausgebildet und studierte Politische Wissenschaft, Volkswirtschaftslehre und Soziologie an der Rheinischen Friedrich-Wilhelms-Universität Bonn und schloss 1999 mit dem Grad Magister Artium ab.
Als Gymnasiast trat er der Jungen Union bei. Nachdem Lichtschlag das Abitur absolviert hatte, wurde er Mitglied der Europäischen Föderalistischen Partei (EFP). Mit Anfang 20 trat er der Freien Demokratischen Partei (FDP) in Grevenbroich bei. Er wechselte zur Rheinlandpartei, in der er zwei Jahre lang Mitglied war. Mit Mitte 20 kehrte Lichtschlag zur FDP zurück. Spätestens seit 2000 gehört er keiner Partei mehr an.
2002 war er Mitgründer der Max-Stirner-Gesellschaft (2002–2013), die sich 2006 von ihm distanzierte. 2003 wurde im Max-Stirner-Heft Der Einzige Nr. 22 mit dem Titel Max Stirner und der Kapitalismus der von André Lichtschlag verfasste Artikel Max Stirner und der Anarcho-Kapitalismus veröffentlicht.
Lichtschlag ist nach eigener Angabe seit 2008 Mitglied in der Friedrich A. von Hayek-Gesellschaft sowie der Property and Freedom Society.
Er ist Herausgeber der Edition Sonderwege, die als Imprint im Manuscriptum-Verlag erscheint. Unter anderem gab er Akif Pirinçcis  Bücher Deutschland von Sinnen: Der irre Kult um Frauen, Homosexuelle und Zuwanderer und Die große Verschwulung. Wenn aus Männern Frauen werden und aus Frauen keine Männer heraus.

## Politische Positionierung
Lichtschlag steht nach eigener Angabe „auf der Seite der libertären Gegenwehr“ und ist ein Gegner des Sozialstaats. Die Libertären forderten anstelle von demokratischer Mitbestimmung „Selbstbestimmung“ der Einzelnen.
Lichtschlag bezeichnete Caspar von Schrenck-Notzing, den Gründer und Herausgeber (1970–1998) der Zeitschrift Criticón, als „publizistisches Vorbild“. Im Jahr 2000 publizierte Lichtschlag einen Artikel in der libertären Zeitschrift espero (1994–2013).  
In einem Gespräch mit der Wochenzeitung Junge Freiheit im Jahr 2003 bezeichnete sich Lichtschlag selbst als „Libertären“ und betonte, dass er eine publizistische Zusammenarbeit mit „Nationalkonservativen“ suche. Deutschland würde von einem erfolgreichen „Gemisch aus Bürokraten, Staatsfans, Umwelthysterikern, Männerhassern und Antifaschos regiert.“ Gegen diese „Verpestung“ müsse eine „gemeinsame starke Frischluftwelle“ organisiert werden. Der Jungen Freiheit gratulierte Lichtschlag am 16. November 2007 zum neuen Internetauftritt und veröffentlichte in eigentümlich frei ein Interview, das die Junge Freiheit mit Arne Hoffmann, Autor von ef und Junge Freiheit, zum Fall Eva Herman am Vortag geführt hatte.
Lichtschlag schreibt auch Artikel für die Junge Freiheit sowie die Zeitschrift Sezession, die von Götz Kubitscheks Institut für Staatspolitik herausgegeben wird. Laut Kubitschek war Lichtschlag ursprünglich auf ihn zugekommen, um ihm „– als Rechtem (womit Kubitschek sich selbst meint) – einen Ort der freien Rede zur Verfügung zu stellen.“ Als einen der wichtigsten Anknüpfungspunkte mit Lichtschlag benannte Kubitschek die gemeinsame Gegnerschaft zur 68er-Bewegung.
Öffentliche Aufmerksamkeit erzielte Lichtschlag 2004 mit seiner Kampagne gegen Attac und die NPD. Die Satiretruppe Gustloff, bei der Lichtschlag als Praktikant genannt ist, hatte unter der russischen Webadresse www.npd-attac.da.ru eine Website mit der Parole „Globalisierung ist kein Schicksal – für eine Welt souveräner Nationen!“ veröffentlicht, auf der behauptet wurde, dass sich NPD und Attac auf einen gemeinsamen Internetauftritt geeinigt hätten. Er wollte damit zeigen, „dass Nationalismus und Sozialismus zwei Seiten derselben Medaille sind“.
In einem Beitrag für Die Welt kritisierte Lichtschlag 2006 das Wahlverhalten der „Nettostaatsprofiteure“, zu denen er Beamte, Politiker, Arbeitslose und Rentner zählt, und schlug vor, darüber nachzudenken, ihnen das Wahlrecht zu entziehen, da diese „mit ihren Mehrheiten jeden noch produktiven Menschen“ niederstimmen würden. Im selben Artikel verglich Lichtschlag die angebliche „Auswanderungsbereitschaft der Leistungsträger“ mit der Massenflucht in der Endphase der DDR. Andreas Karsten kritisierte Lichtschlag in der Fachzeitschrift Blätter für Deutsche und Internationale Politik, da seine Thesen auf falschen Zahlen- oder Quellenangaben im eigenen Magazin eigentümlich frei beruhten, und warf ihm in diesem Zusammenhang einen „leichtfertigen Umgang mit falschen Zahlen“ vor.

## Rezeption
Die Soziologin Karin Priester untersuchte die Übergänge zwischen Libertariern, Rechtspopulisten und Rechtsextremen. Seit 2007 suche Lichtschlag die Nähe zum Rechtsextremismus. Als ideologisches Bindeglied zwischen Libertarismus und Rechtsextremismus fungiere der Sozialdarwinismus als Ideologie der naturgewollten Überlegenheit der Starken gegenüber den Schwachen, der Elite gegenüber der Masse.

## Auszeichnungen
2009 erhielt Lichtschlag von der Förderstiftung Konservative Bildung und Forschung den Gerhard-Löwenthal-Preis für Journalisten und 2015 vom Institut für Austrian Asset Management die Roland-Baader-Auszeichnung.

## Veröffentlichungen
- Liberale, Anarchisten und Kapitalisten greifen das demokratische Gemeinwesen an: Libertarianism. Eine (anti-) politische Bewegung in den USA und ihre Bedeutung für Deutschland (= Edition eigentümlich frei. Nr. 1). Lichtschlag Medien und Werbung, Grevenbroich 2000, ISBN 978-3-939562-07-8.
- Feindbild Muslim: Schauplätze verfehlter Einwanderungs- und Sozialpolitik. Manuscriptum, Waltrop/Leipzig 2010, ISBN 978-3-937801-61-2.